# 다키야마촌
다키야마촌(滝山村)은 야마가타현 미나미무라야마군에 있던 촌이다.

## 역사
- 1889년 4월 1일 - 정촌제 시행에 의해 미나미무라야마군 다키야마촌이 성립하였다.
- 1954년 10월 1일 - 야마가타시에 편입해, 동일 다키야마촌은 폐지되었다.

## 참고문헌
- 『市町村名変遷辞典』東京堂出版、1990年。